# Christopher Tambling

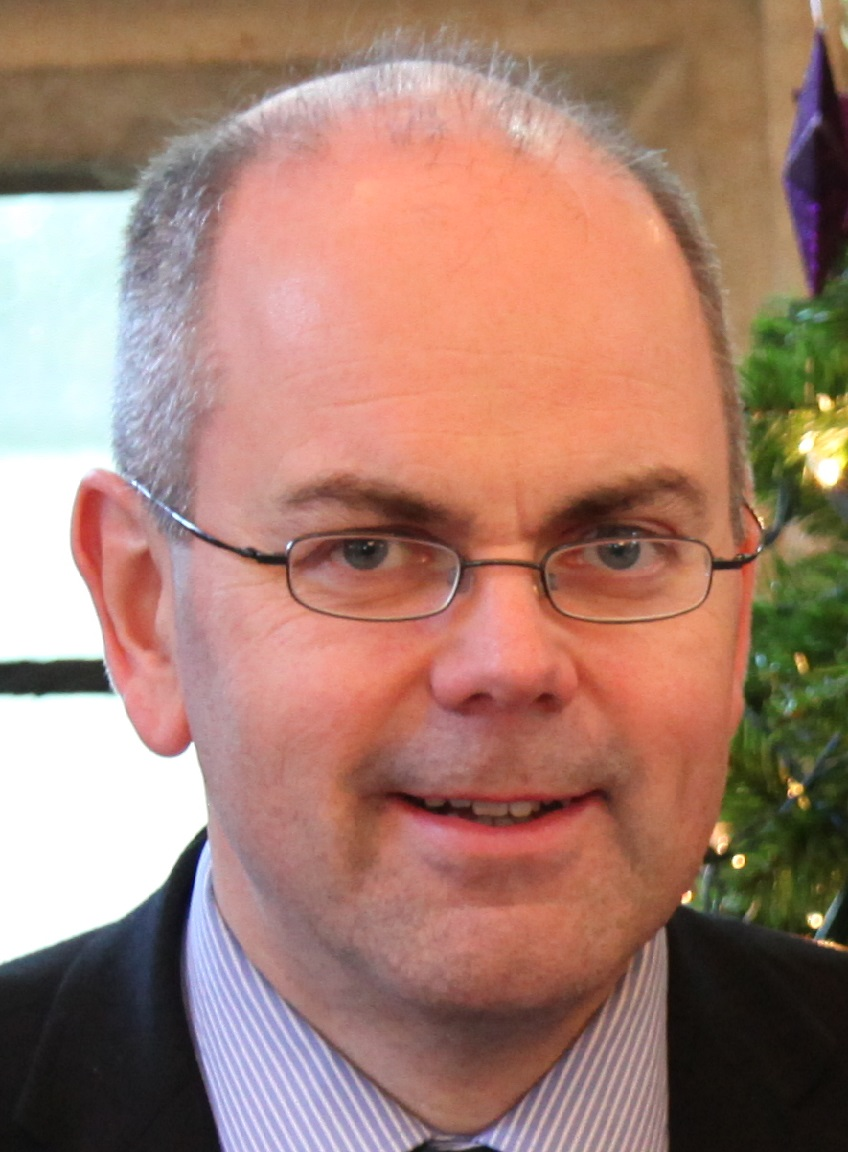
Christopher Tambling

Christopher Tambling (* 13. Mai 1964 in Clevedon (Somerset); † 3. Oktober 2015 in Somerset) war ein britischer Komponist, Organist und Chorleiter. Er war von 1997 bis 2015 Musikdirektor an der Downside School sowie Organist und Leiter der Schola Cantorum an der Downside Abbey (Somerset).

## Leben
Christopher Tambling erhielt seine musikalische Ausbildung unter anderem bei Malcom McKelvey in Horsham/Sussex und am St Peter’s College in Oxford. Später wurde er Stadtorganist und Leiter des Sinfonieorchesters sowie musikalischer Direktor des Glenalmond College in Perth (Schottland).
Tambling erkrankte an einem Krebs und starb am 3. Oktober 2015. Er war verheiratet und hatte zwei Söhne, die ebenfalls als Musiker tätig sind.

## Werke (Auswahl)
Tamblings Werke werden in den  Musikverlagen Kevin Mayhew Publishers, Bury St Edmunds, und Dr. J. Butz, Bonn, verlegt. Er hat sich als Komponist und Bearbeiter insbesondere von Chor- und Orgelwerken auch über die Grenzen seines Landes hinaus einen Namen gemacht. Seine Kompositionen sind häufig durch einen romantischen, expressiven und leicht fasslichen Stil gekennzeichnet:
- Missa Festiva für SATB und Orgel (2013)
- Missa brevis in B für SA(T)B und Orgel (2014)
- Festmesse in F für SATB und Orgel (Bläser ad lib.)
- Messe in G für SA(T)B, Orchester und Orgel
- Messe in A für SA und Orgel, bearbeitet für SATB und Orgel und/oder Streicher (2015)
- Missa brevis in Es für SATB und Orgel (Bläser ad lib.) (2017)
- Pastoralmesse für SABar, Orchester und Orgel (2014)
- Bearbeitung der Missa in B für SATB und Orgel von Charles Villiers Stanford
- Bearbeitung der Missa brevis. Mass of St Gregory für SATB, Orgel und Bläser ad lib. von Richard Runciman Terry
- British Album, Zehn Stücke für Orgel (2009)
- Very British, Acht Stücke für Orgel (2013)
- Best of British, Zehn Stücke für Orgel (2016)
- Sechs Stücke für Flöte (Oboe) und Orgel (2012)